# Courcelles-le-Comte
Pour les articles homonymes, voir Courcelles.
Courcelles-le-Comte est une commune française située dans le département du Pas-de-Calais en région Hauts-de-France. Ses habitants sont appelés les Courcellois.
La commune fait partie de la communauté de communes du Sud-Artois qui regroupe 64 communes et compte 27 059 habitants en 2021.

## Géographie

### Localisation
Localisée dans le sud-est du département du Pas-de-Calais, Courcelles-le-Comte est une commune située, à vol d'oiseau, à 8 km au nord-ouest de la commune de Bapaume et à 13 km au sud de la commune d’Arras (chef-lieu d'arrondissement et préfecture du Pas-de-Calais).
Le territoire de la commune est limitrophe de ceux de sept communes.
Les communes limitrophes sont  Ablainzevelle, Achiet-le-Grand, Achiet-le-Petit, Ervillers, Gomiécourt, Hamelincourt et Moyenneville.

### Géologie et relief
La superficie de la commune est de 7,94 km2 ; son altitude varie de 99  à   137 m.

### Hydrographie
La commune est située dans le bassin Artois-Picardie. Elle n'est drainée par aucun cours d'eau,.

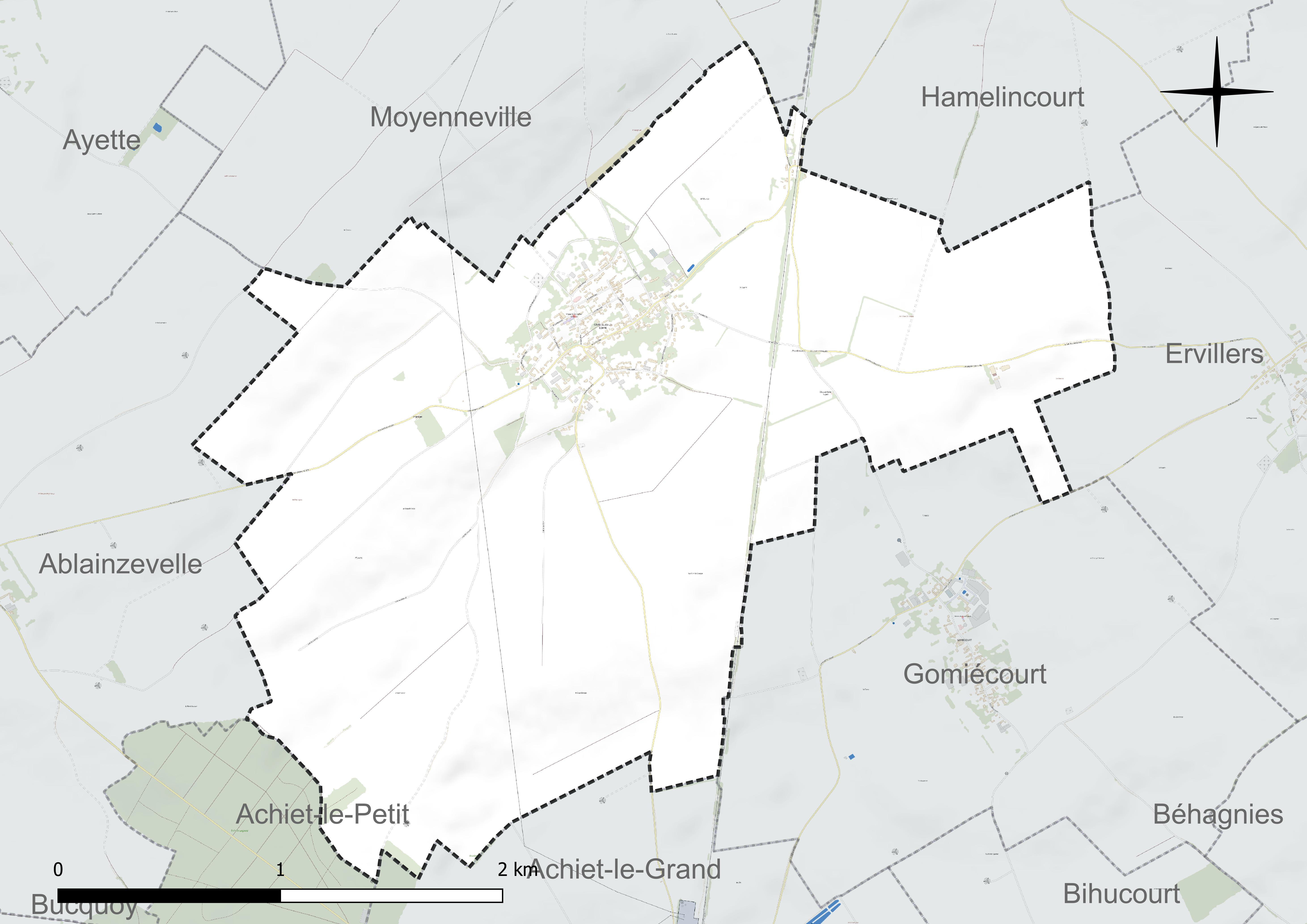
Réseau hydrographique de Courcelles-le-Comte.

### Climat
Pour des articles plus généraux, voir Climat des Hauts-de-France et Climat du Pas-de-Calais.
En 2010, le climat de la commune est de type climat océanique dégradé des plaines du Centre et du Nord, selon une étude du CNRS s'appuyant sur une série de données couvrant la période 1971-2000. En 2020, Météo-France publie une typologie des climats de la France métropolitaine dans laquelle la commune est exposée à un climat océanique et est dans la région climatique Nord-est du bassin Parisien, caractérisée par un ensoleillement médiocre, une pluviométrie moyenne régulièrement répartie au cours de l'année et un hiver froid (3 °C).
Pour la période 1971-2000, la température annuelle moyenne est de 9,9 °C, avec une amplitude thermique annuelle de 14,6 °C. Le cumul annuel moyen de précipitations est de 769 mm, avec 11,6 jours de précipitations en janvier et 9 jours en juillet. Pour la période 1991-2020, la température moyenne annuelle observée sur la station météorologique la plus proche, située sur la commune de Wancourt à 12 km à vol d'oiseau, est de 10,8 °C et le cumul annuel moyen de précipitations est de 711,4 mm,. Pour l'avenir, les paramètres climatiques de la commune estimés pour 2050 selon différents scénarios d'émission de gaz à effet de serre sont consultables sur un site dédié publié par Météo-France en novembre 2022.

### Paysages
Pour un article plus général, voir Paysage en France.
La commune est située dans le paysage régional des grands plateaux artésiens et cambrésiens tel que défini dans l'atlas des paysages de la région Nord-Pas-de-Calais, conçu par la direction régionale de l'Environnement, de l'Aménagement et du Logement (DREAL),. Ce paysage régional, qui concerne 238 communes, est dominé par les « grandes cultures » de céréales et de betteraves industrielles qui représentent 70 % de la surface agricole utilisée (SAU).

### Milieux naturels et biodiversité

#### Espèces faunistiques et floristiques
Le site de l'Inventaire national du patrimoine naturel (INPN) recense 100 espèces faunistiques et floristiques sur le territoire de la commune dont 16 protégées et 8 menacées et quasi-menacées.

## Urbanisme

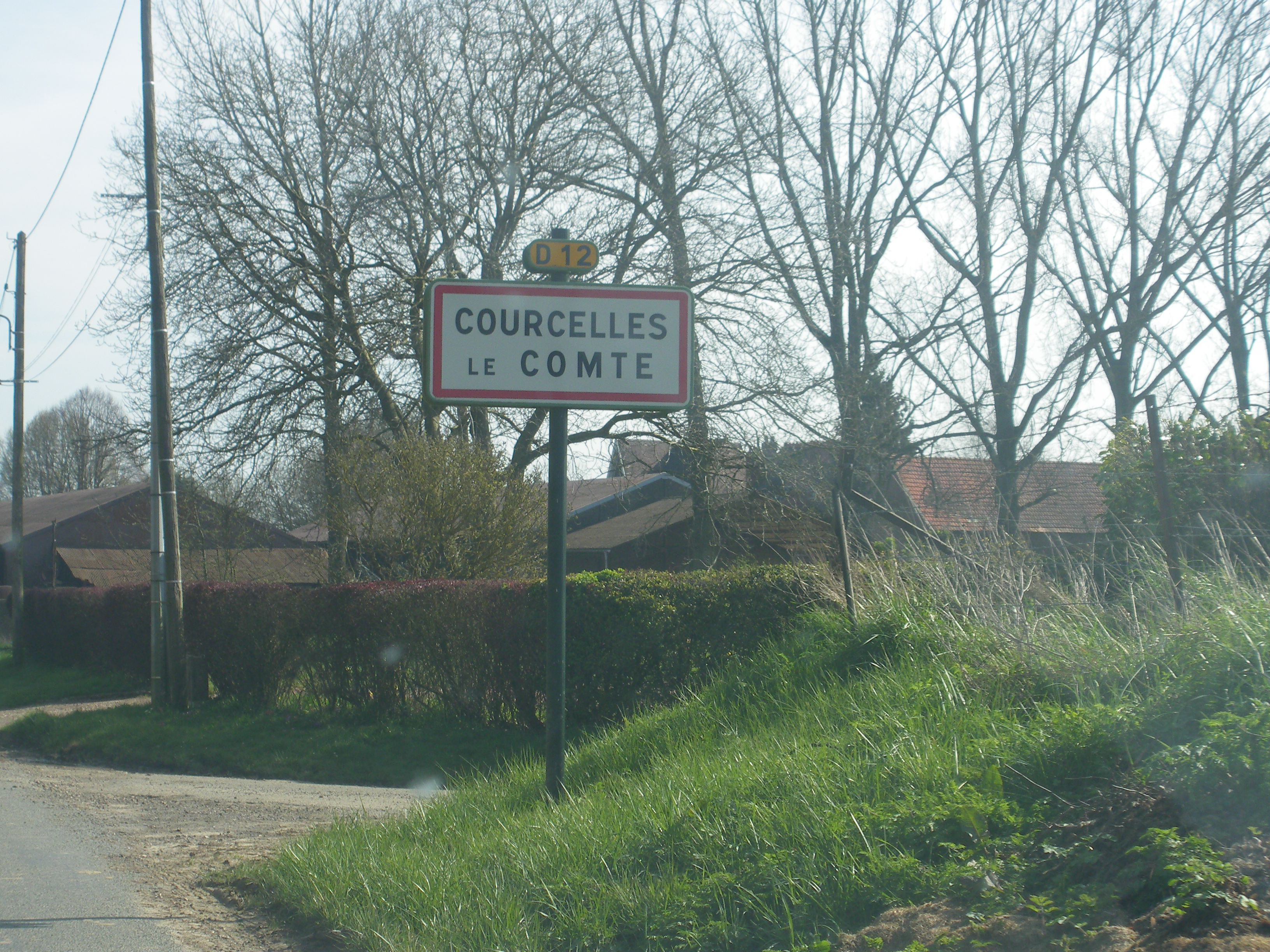
Une entrée de la commune.

### Typologie
Au 1er janvier 2024, Courcelles-le-Comte est catégorisée commune rurale à habitat dispersé, selon la nouvelle grille communale de densité à sept niveaux définie par l'Insee en 2022.
Elle est située hors unité urbaine. Par ailleurs la commune fait partie de l'aire d'attraction d'Arras, dont elle est une commune de la couronne,. Cette aire, qui regroupe 163 communes, est catégorisée dans les aires de 50 000 à moins de 200 000 habitants,.

### Occupation des sols
L'occupation des sols de la commune, telle qu'elle ressort de la base de données européenne d'occupation biophysique des sols Corine Land Cover (CLC), est marquée par l'importance des territoires agricoles (93,1 % en 2018), une proportion identique à celle de 1990 (93,1 %). La répartition détaillée en 2018 est la suivante : 
terres arables (93,1 %), zones urbanisées (6,5 %), forêts (0,3 %). L'évolution de l'occupation des sols de la commune et de ses infrastructures peut être observée sur les différentes représentations cartographiques du territoire : la carte de Cassini (XVIIIe siècle), la carte d'état-major (1820-1866) et les cartes ou photos aériennes de l'IGN pour la période actuelle (1950 à aujourd'hui).

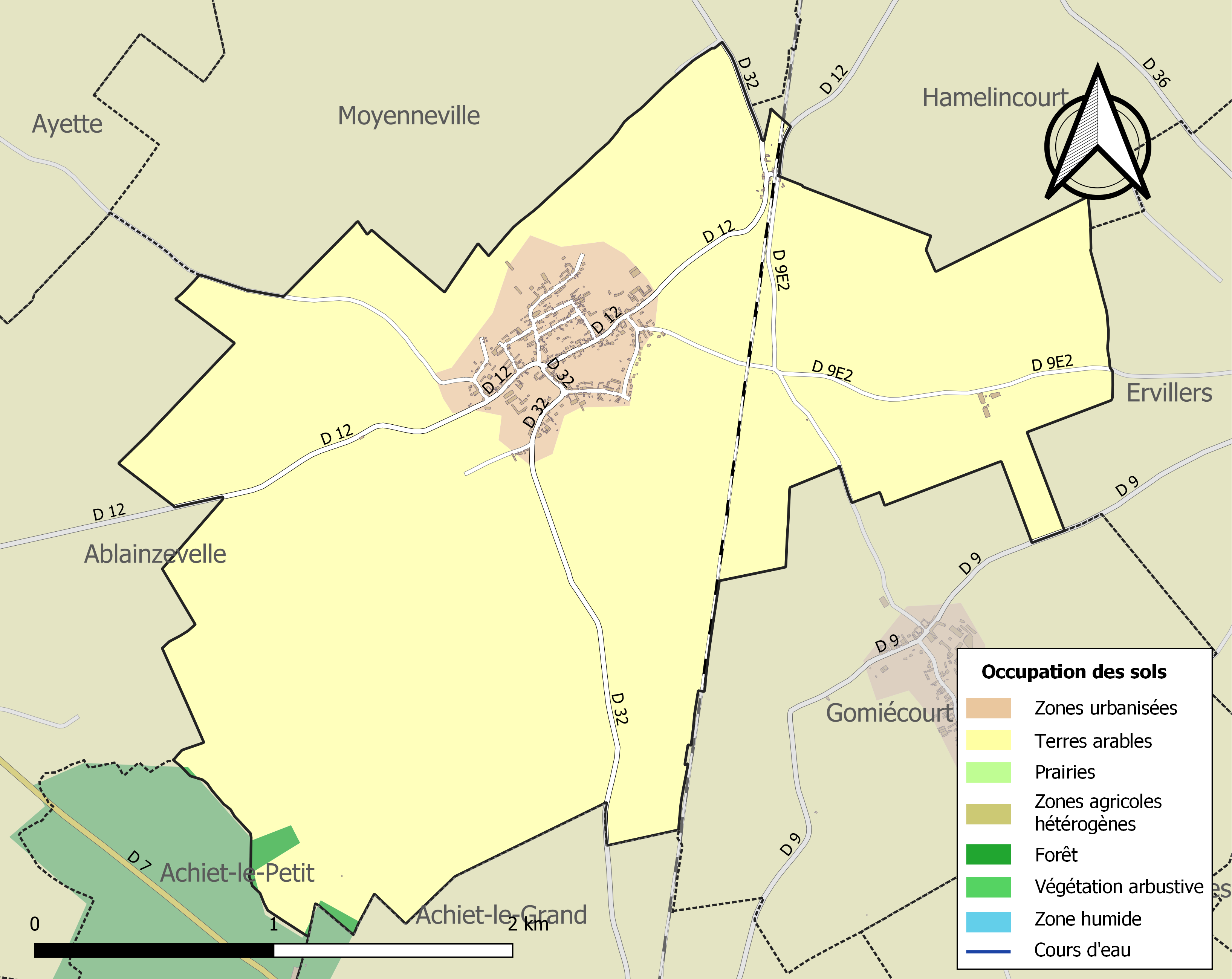
Carte des infrastructures et de l'occupation des sols de la commune en 2018 (CLC).

### Voies de communication et transports

#### Voies de communication
La commune est desservie par les routes départementales D 12 et la D 32 et se situe à 12 km de la sortie no 14 de l'autoroute A1 reliant Paris et Lille.

#### Transport ferroviaire

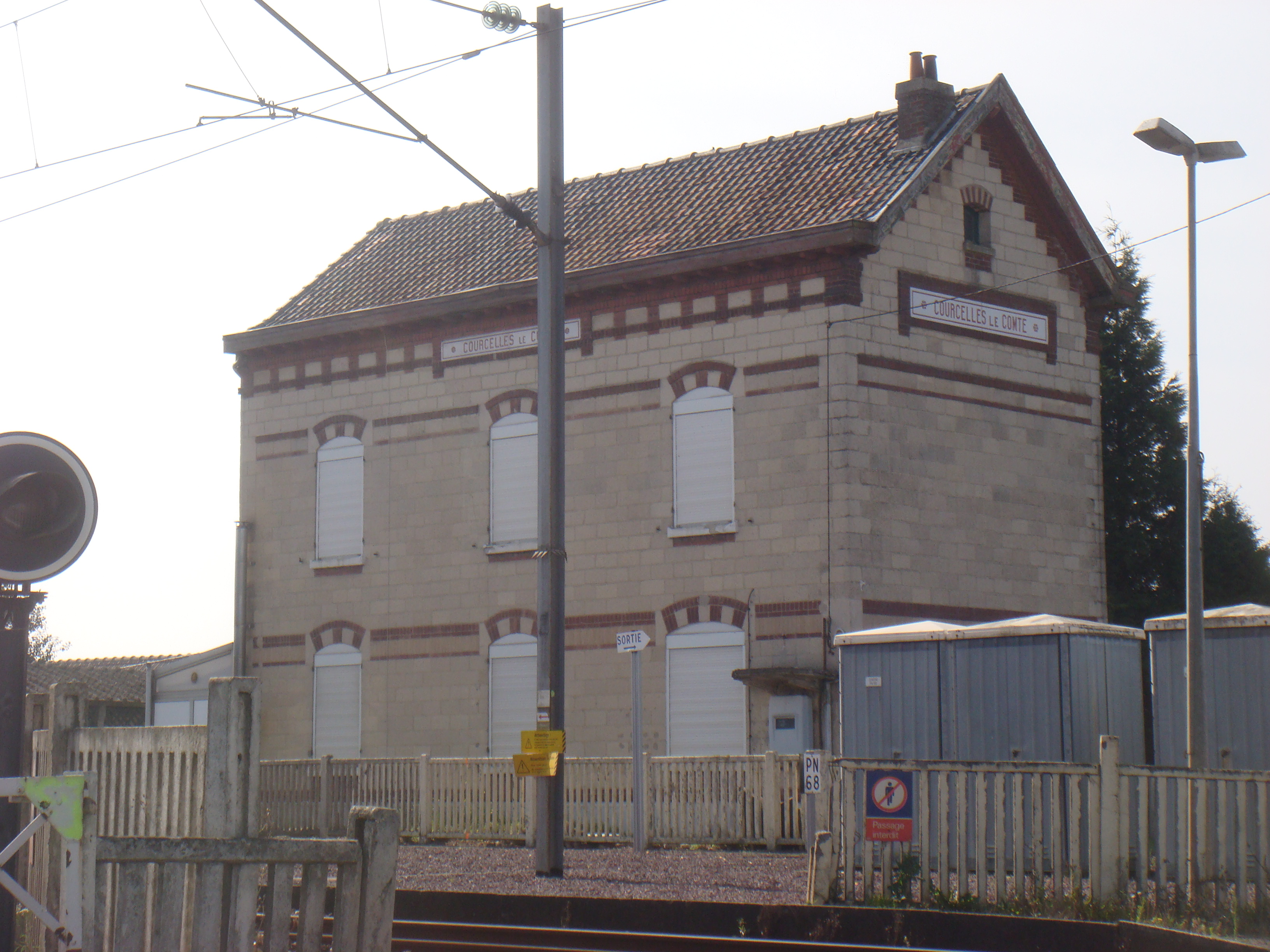
La gare.

Sur la commune se trouve la gare de Courcelles-le-Comte, située sur la ligne de Paris-Nord à Lille, desservie par des trains régionaux du réseau TER Hauts-de-France et à 17 km, au sud, de la gare d'Arras, également située sur la ligne de Paris-Nord à Lille, desservie par des TGV inOui et des trains régionaux du réseau TER Hauts-de-France.
La commune était située sur la ligne de chemin de fer d'Achiet à Bapaume et Marcoing, une ancienne ligne de chemin de fer secondaire qui reliait Achiet-le-Grand dans le département du Pas de Calais à Marcoing dans le département du Nord entre 1871 et 1969.

## Toponymie
Le nom de la localité est attesté sous les formes Curceles en 1135 ; Corcellæ Comitis en 1156 ; Corceles en 1175 ; Courchiel en 1220 ; Corselæ en 1226 ; Courcellæ Comitis en 1239 ; Courcielles en 1240 ; Curcellæ en 1289 ; Corchele en 1306 ; Courcheles en 1310 ; Courcieles en 1312 ; Courchele en 1312 ; Courcelles-la-Liberté en 1793, Courcelles en 1793 ; Courcelles et Courcelles-le-Comte depuis 1801.
De l'ancien français courcele (« petite cour ») dérivé du bas latin *corticella au pluriel.
Le comte est le souverain d'une seigneurie du premier degré, dans le régime féodal.
Durant la Révolution, la commune porte le nom de Courcelles-la-Liberté.
Ses habitants sont appelés les Courcellois'.

## Histoire
Rasse Boutry, seigneur de Courcelles, et son frère meurent à la bataille d'Azincourt en 1415.
La commune est décorée de la croix de guerre 1914-1918 par décret du 23 septembre 1920, distinction également attribuée à 276 autres communes du Pas-de-Calais.

## Politique et administration

### Découpage territorial
La commune se trouve dans l'arrondissement d'Arras du département du Pas-de-Calais.

#### Commune et intercommunalités
La commune est membre de la communauté de communes du Sud-Artois.

#### Circonscriptions administratives
La commune est rattachée au canton de Bapaume.

#### Circonscriptions électorales
Pour l'élection des députés, la commune fait partie de la première circonscription du Pas-de-Calais.

### Élections municipales et communautaires

#### Liste des maires
| Période                                  | Période                      | Identité         | Étiquette | Qualité                          |
| ---------------------------------------- | ---------------------------- | ---------------- | --------- | -------------------------------- |
| Les données manquantes sont à compléter. |                              |                  |           |                                  |
| mars 2001                                | 2008                         | Christine Ringô  |           |                                  |
| mars 2008                                | 2020                         | Jean-Noël Ménage |           | Réélu pour le mandat 2014-2020,  |
| 3 juillet 2020                           | En cours (au 7 février 2022) | Jérôme Petit     |           | Employé de la fonction publique, |

## Équipements et services publics

### Justice, sécurité, secours et défense
La commune dépend du tribunal judiciaire d'Arras, du conseil de prud'hommes d'Arras, de la cour d'appel de Douai, du tribunal de commerce d'Arras, du tribunal administratif de Lille, de la cour administrative d'appel de Douai, du pôle nationalité du tribunal judiciaire d'Arras et du tribunal pour enfants d'Arras.

## Population et société

### Démographie
Les habitants sont appelés les Courcellois.

#### Évolution démographique
L'évolution du nombre d'habitants est connue à travers les recensements de la population effectués dans la commune depuis 1793. Pour les communes de moins de 10 000 habitants, une enquête de recensement portant sur toute la population est réalisée tous les cinq ans, les populations de référence des années intermédiaires étant quant à elles estimées par interpolation ou extrapolation. Pour la commune, le premier recensement exhaustif entrant dans le cadre du nouveau dispositif a été réalisé en 2005.

En 2022, la commune comptait 479 habitants, en évolution de +6,21 % par rapport à 2016 (Pas-de-Calais : −0,72 %, France hors Mayotte : +2,11 %).
| 1793 | 1800 | 1806 | 1821 | 1831 | 1836 | 1841 | 1846 | 1851 |
| ---- | ---- | ---- | ---- | ---- | ---- | ---- | ---- | ---- |
| 775  | 719  | 735  | 828  | 849  | 866  | 917  | 895  | 885  |

| 1856 | 1861 | 1866 | 1872 | 1876 | 1881 | 1886 | 1891 | 1896 |
| ---- | ---- | ---- | ---- | ---- | ---- | ---- | ---- | ---- |
| 808  | 832  | 827  | 818  | 772  | 711  | 680  | 704  | 739  |

| 1901 | 1906 | 1911 | 1921 | 1926 | 1931 | 1936 | 1946 | 1954 |
| ---- | ---- | ---- | ---- | ---- | ---- | ---- | ---- | ---- |
| 704  | 672  | 657  | 444  | 545  | 521  | 513  | 583  | 559  |

| 1962 | 1968 | 1975 | 1982 | 1990 | 1999 | 2005 | 2006 | 2010 |
| ---- | ---- | ---- | ---- | ---- | ---- | ---- | ---- | ---- |
| 505  | 501  | 419  | 412  | 409  | 421  | 447  | 451  | 443  |

| 2015 | 2020 | 2022 | - | - | - | - | - | - |
| ---- | ---- | ---- | - | - | - | - | - | - |
| 446  | 473  | 479  | - | - | - | - | - | - |

#### Pyramide des âges
En 2018, le taux de personnes d'un âge inférieur à 30 ans s'élève à 37,7 %, soit au-dessus de la moyenne départementale (36,7 %). À l'inverse, le taux de personnes d'âge supérieur à 60 ans est de 21,1 % la même année, alors qu'il est de 24,9 % au niveau départemental.
En 2018, la commune comptait 244 hommes pour 221 femmes, soit un taux de 52,47 % d'hommes, largement supérieur au taux départemental (48,5 %).
Les pyramides des âges de la commune et du département s'établissent comme suit.
| Hommes | Classe d’âge | Femmes |
| ------ | ------------ | ------ |
| 0,8    | 90 ou +      | 0,9    |
| 4,4    | 75-89 ans    | 6,7    |
| 15,7   | 60-74 ans    | 13,8   |
| 20,6   | 45-59 ans    | 19,6   |
| 19,8   | 30-44 ans    | 22,7   |
| 18,1   | 15-29 ans    | 18,2   |
| 20,6   | 0-14 ans     | 18,2   |

| Hommes | Classe d’âge | Femmes |
| ------ | ------------ | ------ |
| 0,5    | 90 ou +      | 1,6    |
| 5,6    | 75-89 ans    | 8,9    |
| 16,7   | 60-74 ans    | 18,1   |
| 20,2   | 45-59 ans    | 19,2   |
| 18,9   | 30-44 ans    | 18,1   |
| 18,2   | 15-29 ans    | 16,2   |
| 19,9   | 0-14 ans     | 17,9   |

## Culture locale et patrimoine

### Lieux et monuments
- La nécropole nationale de Courcelles-le-Comte[36],[37],[38].
- Les deux cimetières britanniques implantés le long de la vois ferrée:
  - Warry Copse Cemetery
  - Railway Cutting Cemetery
- L'église Saint-Sulpice.
- Le monument aux morts[39].

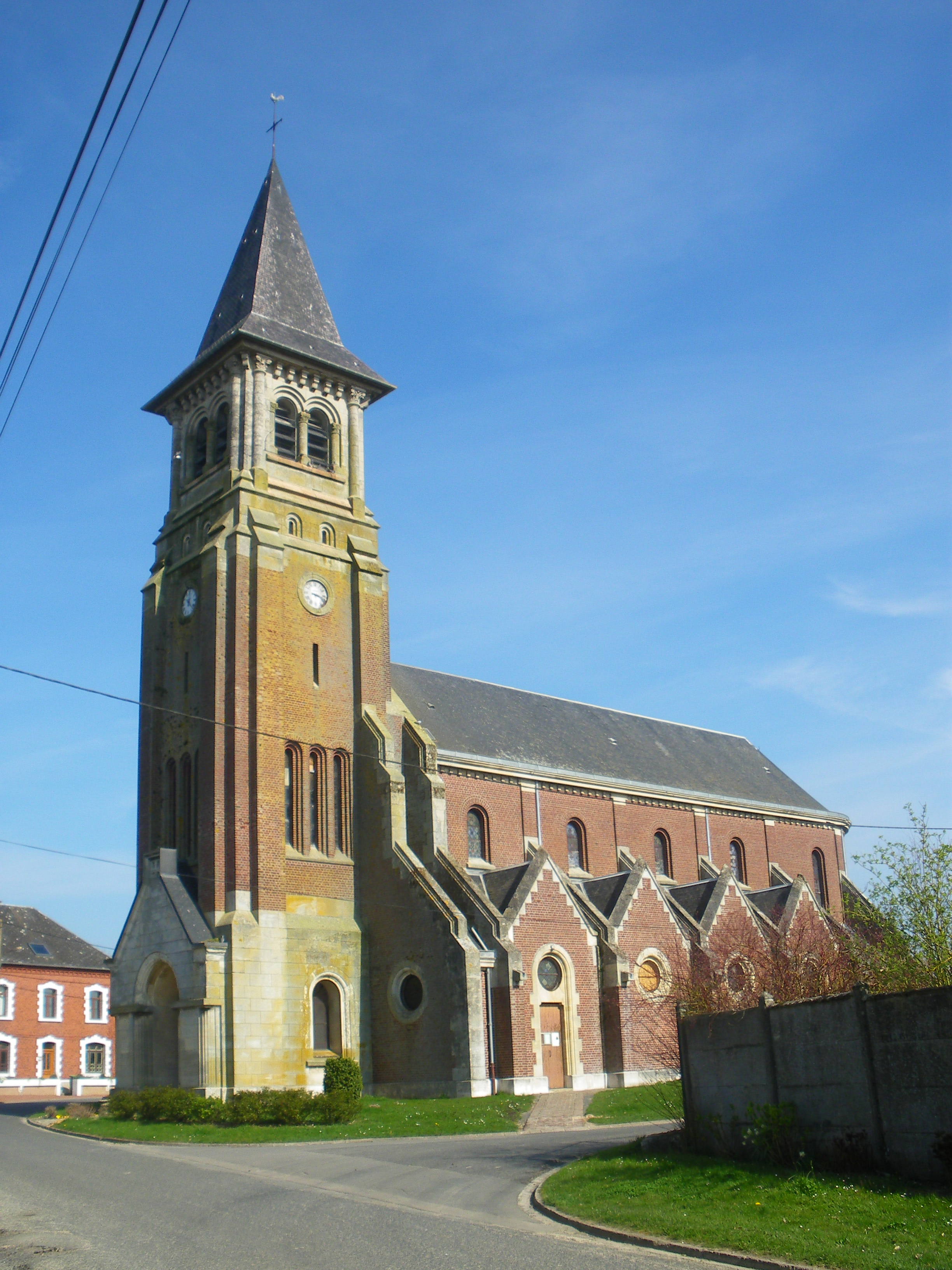
L'église.
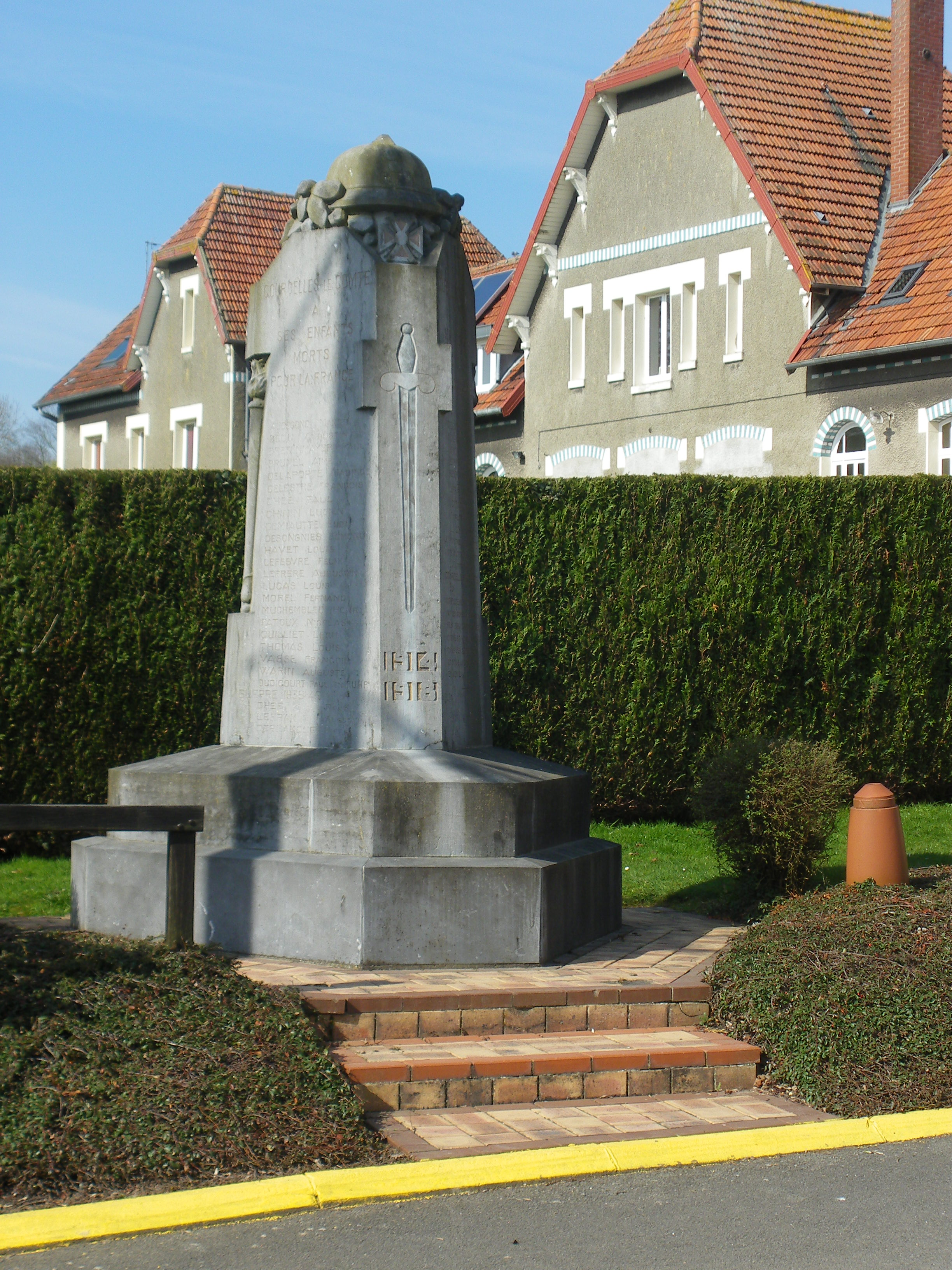
Le monument aux morts.
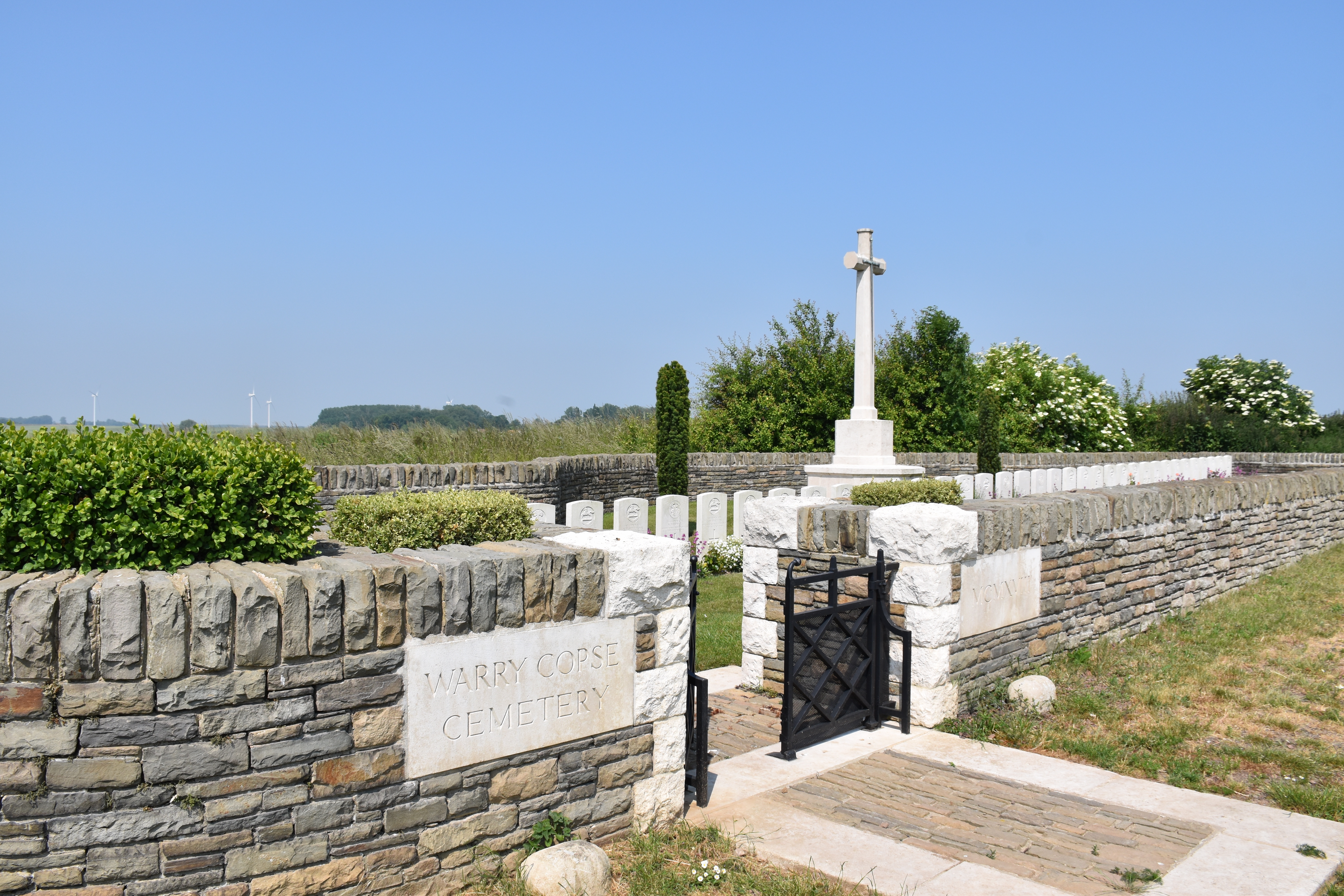
Le Warry Copse Cemetery.
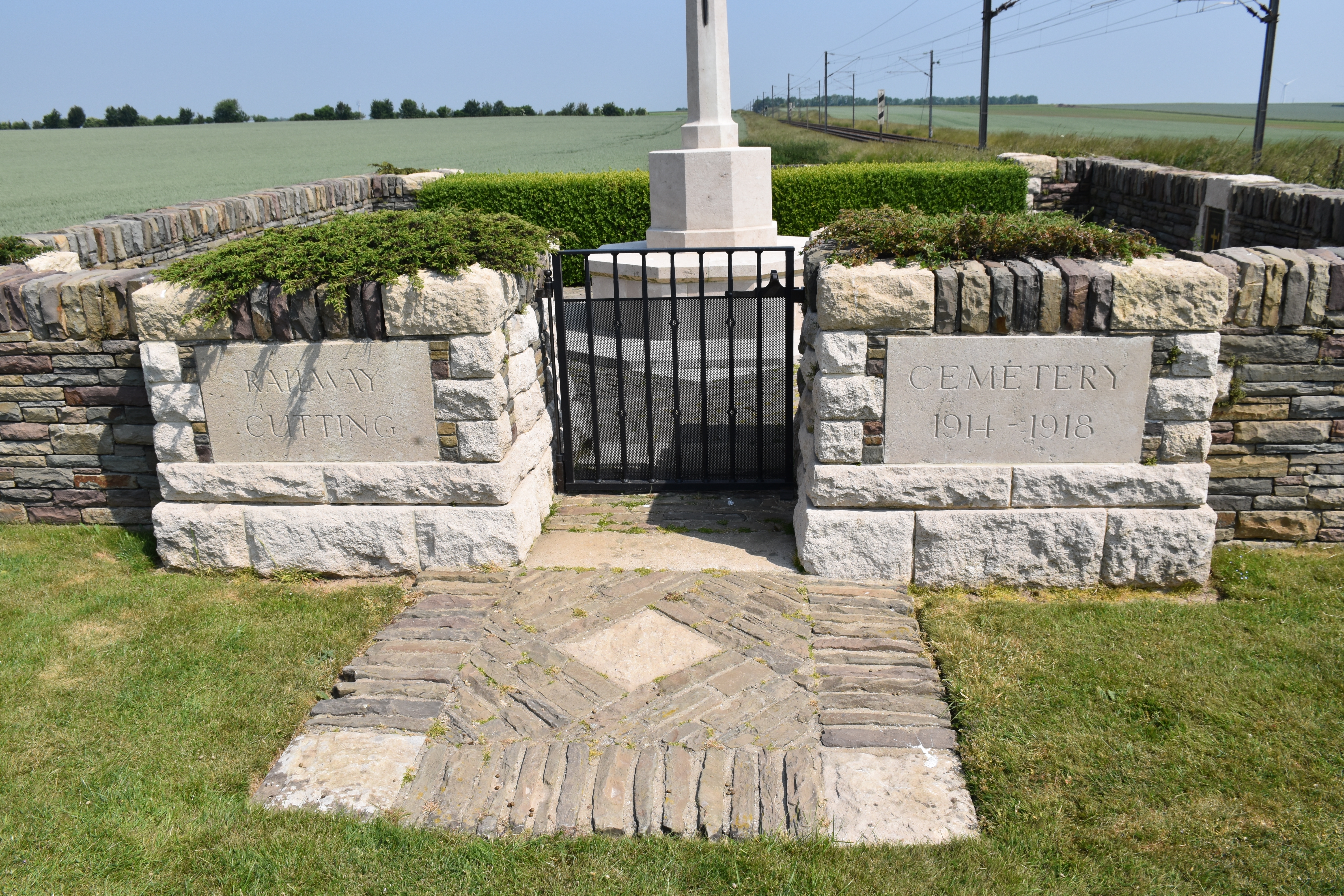
Le Railway Cutting Cemetery.

### Personnalités liées à la commune
- L'arrière-grand-père maternel de l'auteur J. K. Rowling, Louis Volant, a reçu la croix de guerre pour avoir défendu le village durant la Première Guerre mondiale[40].

### Héraldique
| Blason de Courcelles-le-Comte | Blason  | D'azur au portail de l'église du lieu d'argent accompagné en chef de deux lions d'or, armés et lampassés de gueules. Ornements extérieursCroix de guerre 1914-1918 |
| Blason de Courcelles-le-Comte | Détails | Le statut officiel du blason reste à déterminer. |

## Pour approfondir